# Titularbistum Vagal
Vagal ist ein Titularbistum der römisch-katholischen Kirche. 
Es war ein ehemaliges Bistum in der gleichnamigen antiken Stadt, die sich in der römischen Provinz Mauretania Caesariensis befand.
| Titularbischöfe von Vagal |                          |                                      |                  |                 |
| Nr.                       | Name                     | Amt                                  | von              | bis             |
| 1                         | Jean-Baptiste Brunon PSS | Weihbischof in Toulouse (Frankreich) | 12. März 1965    | 4. April 1970   |
| 2                         | René-Alexandre Dupanloup | Weihbischof in Nizza (Frankreich)    | 29. April 1970   | 17. Mai 1975    |
| 3                         | Jan Michalski            | Weihbischof in Gniezno (Polen)       | 6. Dezember 1975 | 23. August 1989 |
| 4                         | Miguel Romano Gómez      | Weihbischof in Guadalajara (Mexiko)  | 18. März 2000    |                 |